# Arthuria tylophorae
Arthuria tylophorae är en svampart som beskrevs av T.S. Ramakr. 1950. Arthuria tylophorae ingår i släktet Arthuria och familjen Phakopsoraceae.   Inga underarter finns listade i Catalogue of Life.